# Moschion (Tragiker)
Moschion (altgriechisch Μοσχίων; bl. wohl 3. Jahrhundert v. Chr.) war ein hellenistischer Tragödiendichter aus Athen. Über sein Leben ist nichts weiter bekannt, doch lebte er wahrscheinlich in der zweiten Hälfte des 3. Jahrhunderts v. Chr.
Von seinen Stücken sind drei Titel und einige wenige Verse überliefert, überwiegend bei Johannes Stobaios, dessen Sammlung die Fragmente 4–6 enthält. Demnach schrieb Moschion einen Telephos und zwei Tragödien historischen Inhalts: Themistokles, von dem drei Zeilen erhalten sind, und die Männer von Pherai (Pheraioi), das vom Tode Jasons, des grausamen Tyrannen von Pherai, handelte. Fragment 3 umfasst möglicherweise einen Redeagon zum Thema Bestattung, der das aus den Tragödien Antigone und Aias des Sophokles bekannte Problem aufgreift. Das mit 33 Zeilen längste Fragment 6 handelt unter Nennung des Prometheus von der Geschichte des menschlichen Fortschritts. Der Mensch habe ursprünglich wie die Tiere gelebt, ohne Behausungen, Kulturtechniken und Gesetze; dafür sei Kannibalismus verbreitet gewesen. Im Laufe der Zeit seien Ackerbau, die Zubereitung von Speisen, der Wein, Häuser und die Gründung von Städten eingeführt worden. Die Zivilisation entwickelte sich und die Menschen seien dazu übergegangen, ihre Toten zu bestatten, um nicht an ihren früheren Kannibalismus erinnert zu werden. Treibende Kraft ist für Moschion die Zeit, wobei als die Entwicklung anstoßender Faktor der Kulturheros Prometheus auftritt. In der Folge werden Moschion zufolge die Nachahmung der Natur und die daraus gewonnene Erfahrung bestimmend. Möglicherweise war Moschion vom Peripatos beeinflusst.

## Ausgaben
- Bruno Snell (Hrsg.): Tragicorum Graecorum Fragmenta. Band 1: Didaskalien, Kataloge, Fragmente kleinerer Tragiker. Vandenhoeck & Ruprecht, Göttingen 1971, Nr. 97.